# Aldine
Aldine statisztikai település az USA Texas államában, Harris megyében. Lakosainak száma 15 999 fő (2020. április 1.).

## Népesség
A település népességének változása:

| 2010 | 15 869 |
| 2020 | 15 999 |